# Hanam City Hall (métro de Séoul)
Hanam City Hall (en coréen : 하남시청역) est une station de passage de la ligne 5 du métro de Séoul. Elle est située dans la ville de Hanam, sur le territoire de la province Gyeonggi, à l'est de Séoul, en Corée du Sud. 
Ouverte en 2021, elle est desservie par les rames qui circulent sur la ligne 5 entre Banghwa et Hanam Geomdansan.

## Situation sur le réseau

Plan du réseau du métro de Séoul (2023)

Établie en souterrain, Hanam City Hall, est une station de passage de la branche Hanam de la ligne 5 du métro de Séoul : elle est située entre la station Hanam Pungsan, en direction du terminus ouest Banghwa, et la station Hanam Geomdansan, terminus est de la ligne et de la branche Hanam.

## Histoire
La station Hanam City Hall est mise en service le 27 mars 2021 lors de l'ouverture à l'exploitation du tronçon de Hanam Pungsan à Hanam Geomdansan,.

## Services aux voyageurs

### Desserte
Hanam City Hall est desservie par les rames omnibus qui circulent sur la ligne, et notamment celle qui prolongent ou débutent sur la branche Hanam .

Installations
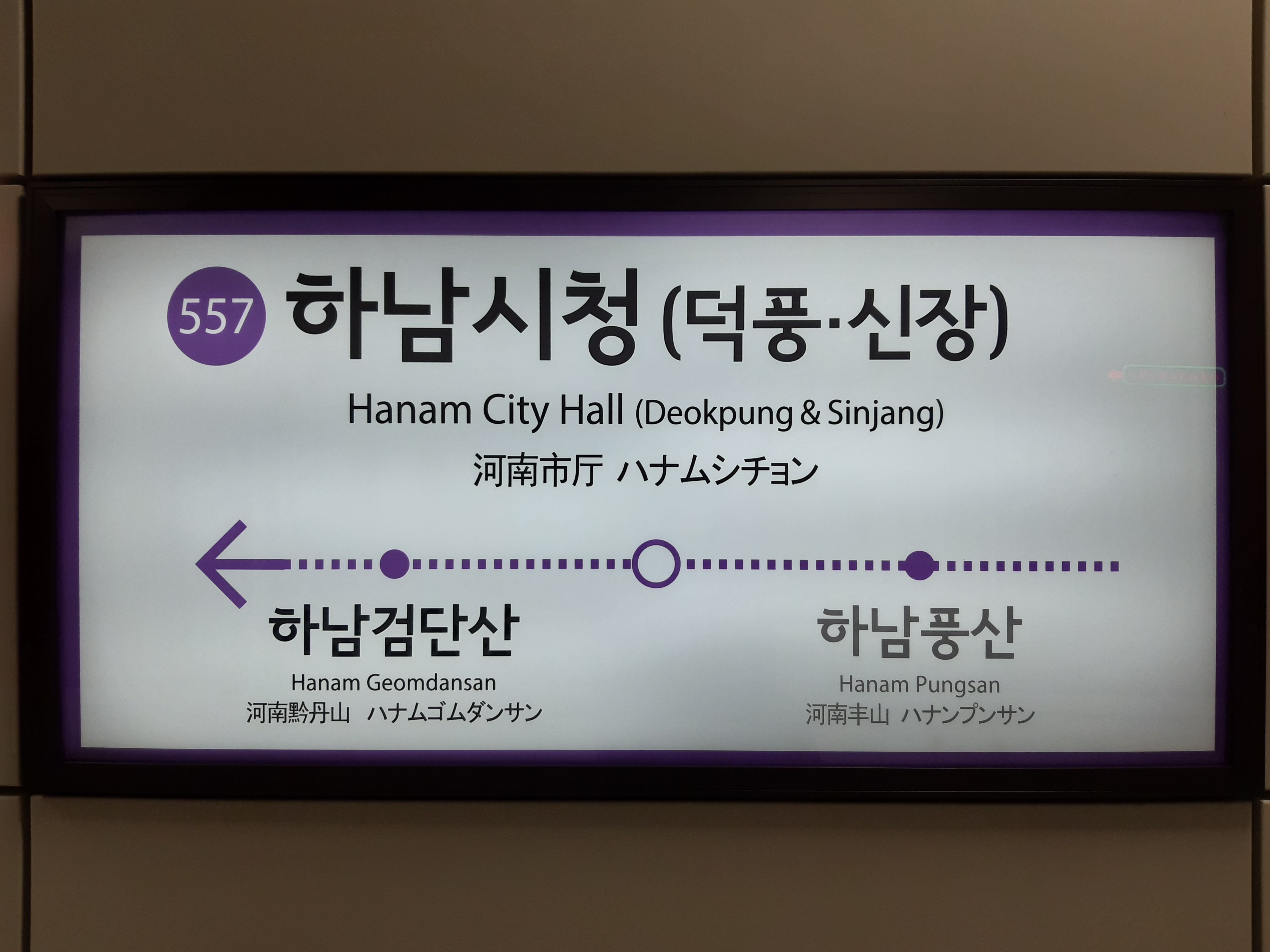
En 2021.
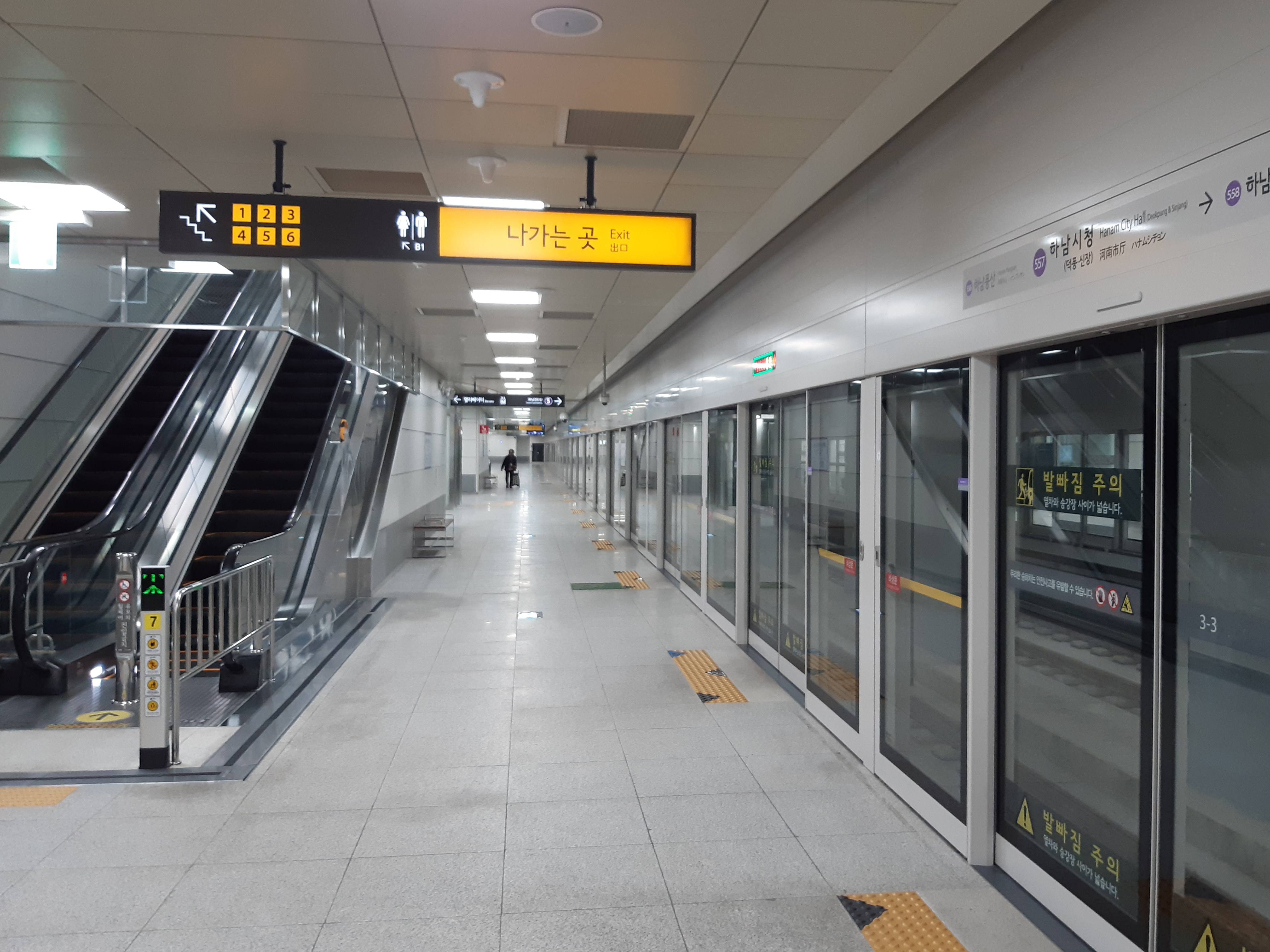
En 2021.

### Intermodalité
Des arrêts de bus sont situés à proximité.